# ميكائيل زيوسكي
ميكائيل زيوسكي (بالإنجليزية: Mikaël Zewski)‏ مواليد 13 فبراير 1989 في تروا ريفيير، كيبك، كندا، هو ملاكم محترف كندي يصنف ضمن فئة وزن خفيف المتوسط.

## إحصائيات
خاض خلال مسيرته 28 نزالا، فاز في 27 وخسر في 1. فاز بالضربة القاضية في 21 نزالا.

## وصلات خارجية
- ميكائيل زيوسكي على موقع بوكس ريك (الإنجليزية) (registration required)
- الموقع الرسمي